# آرامگاه و قدمگاه شاه قطب‌الدین
بقعه و قدمگاه شاه قطب الدین مربوط به دوره تیموریان است و در شهرستان اندیکا ، بین منطقه اندیکا و شیمبار واقع شده و این اثر در تاریخ ۲۵ اسفند ۱۳۷۸ با شمارهٔ ثبت ۲۶۱۲ به‌عنوان یکی از آثار ملی ایران به ثبت رسیده است.